# Coleophora reisseri
Coleophora reisseri é uma espécie de mariposa do gênero Coleophora pertencente à família Coleophoridae.